# Flustramorpha flabellaris
Flustramorpha flabellaris är en mossdjursart som först beskrevs av Busk 1854.  Flustramorpha flabellaris ingår i släktet Flustramorpha och familjen Microporellidae. Inga underarter finns listade i Catalogue of Life.